# Konrad Ernst Ackermann
Konrad Ernst Ackermann (Schwerin, 4 de fevereiro de 1712 — Hamburgo, 13 de novembro de 1771) foi um ator e diretor de teatro alemão.
Após formar uma companhia teatral especializada em adaptações alemãs de obras francesas, dirigiu uma trupe itinerante por toda Europa nos anos 1750. Se tornou famoso nos dramas locais e por interpretar papéis que combinavam o cômico e o sentimental.
Em 1765 inaugurou um palco em Hamburgo, considerado o primeiro teatro nacional de Alemanha. Algum tempo depois, transferiu a direção do teatro para Friedrich L. Schröder (1744–1816), o qual importou as obras de Shakespeare e as incorporou à dramaturgia alemã.